# Space Buddies – Mission im Weltraum
Space Buddies – Mission im Weltraum (Originaltitel: Space Buddies) ist ein US-amerikanischer Walt-Disney-Familienfilm von Robert Vince aus dem Jahr 2009. Es handelt sich um den dritten Teil einer Spin-off-Filmreihe zur Reihe Air Bud – Champion auf vier Pfoten.

## Handlung
Die Golden Retrieverwelpen Rosebud, Budderball, Mudbud, B-Dawg und Buddha verbringen wieder mal den Tag miteinander und machen allerlei Unsinn, solange ihre Besitzer in der Schule sind. Als aber eines Tages deren Klasse einen Ausflug zu „Vision Enterprises“ unternimmt, verstecken sich die Buddies heimlich im Schulbus. Die Kinder dürfen dem Test-Start des „Vision 1“-Raumschiffs miterleben, das zum Mond fliegen soll. Zuvor erhalten sie eine Einweisung und als Sam dabei zufällig einen automatischen Ausrüster benutzt, beobachten die Welpen, wie ihm automatisch ein Raumanzug angepasst wird. Das machen sie nach, ohne dass dies jemand bemerkt und verstecken sich dann auf der „Vision 1“. Nachdem das Shuttle aktiviert wird, gehen die Welpen ungewollt auf die Reise ins Weltall.
In der Kontrollstation der „Vision Enterprises“ entdecken die Betreiber einen unvollständig gefüllten dritten Tank des Shuttles, sodass der Treibstoffvorrat schon nach zehn Stunden und damit zu früh erschöpft sein würde. Deshalb versucht man die „Vision One“ zur „R.R.S.S.“, einer alten sowjetische Raumstation umzuleiten, um dort Treibstoff nachzutanken. Nach dem Andocken beschließen die Hunde die Raumstation zu erkunden und treffen so auf den Kosmonauten Yuri und seinen Weltraumhund Spudnick, einen Bullterrier. Während Yuri mit seinem Alleinsein im Weltraum ziemlich zufrieden ist, möchte Spudnick nur zu gern wieder zurück nach Hause und zu seinem Besitzer Sasha. Deshalb schließt er sich den Buddies an, als diese nach einer Havarie auf der Raumstation in ihr Shuttle zurückeilen. Als Yuri versucht, seinen Hund daran zu hindern, löst er dabei eine Explosion aus, sodass die „R.R.S.S.“ explodiert und er es gerade noch schafft die Rettungskapsel zu benutzen.
Mit hoher Geschwindigkeit setzt die „Vision 1“ ihren Kurs zum Mond fort. Das Schiff landet, und die Buddies erkunden den Mond, was ihnen einen respektvollen Blick zur Erde ermöglicht. Jetzt erst bemerkt der Einsatzleiter von „Mission Control“, dass sich Hunde an Bord befinden und nun ungeplant den Mond betreten. Diese Sensation wird den Nachrichtensendern mitgeteilt, sodass die Besitzer der Buddies, die ihre Welpen seit ihrem Klassenausflug vermissen, ahnen, wer in den Raumanzügen steckt. Inzwischen kontaktiert ein Frettchen, dass mit den Hunden kommunizieren kann, die Freunde auf dem Mond per Audio-Übertragung bei Mission Control und weist sie zur Rückkehr an.
Auf dem Rückflug gerät die „Vision 1“ in einen Meteoritenschauer. Dabei wird die Datenantenne beschädigt und die Rückkehr zur Erde ist gefährdet. Budderball entschließt sich unter Spudnicks Anleitung die Antenne zu reparieren, was bei „Mission Control“ großes Erstaunen auslöst. Dort empfängt man inzwischen Yuris Notsignal von seiner Rettungskapsel, die fast gleichzeitig mit der „Vision 1“ in die Atmosphäre eintritt und beinahe mit dem Shuttle kollidiert. Beide Fluggeräte gelangen sicher auf die Erde zurück und die Buddies werden, aufgrund der medialen Berichterstattung, weltweit als Helden gefeiert. Alle sechs Hunde kehren wohlbehalten zu ihren Besitzern Sam, Bartleby, Billy, Alice, Pete, Henry und Noah zurück, die schon sehnsüchtig auf sie gewartet haben. Auch Spudnick wird nach Russland zurückgebracht, wo er von seinem Besitzer Sasha freudig umarmt wird.
Die Buddies erhalten öffentlich den ehrenvollen Titel „Space Buddies“, das auch alle anderen zu Heldentum beflügeln soll. Zu Hause angekommen, gibt Buddha Sam einen Mondstein von seiner Reise, sodass Sams Wunsch, einmal den Mond zu berühren, erfüllt wurde.

## Hintergrund
Die Dreharbeiten dieser Walt-Disney-Direct-to-DVD-Produktion erfolgten in Burnaby, Fort Langley, Langley auf dem Abbotsford-Flughafen in British Columbia und in den Vancouver Film Studios in Kanada.

## Kritik
Kino.de wertete: „Eine Komödienserie für die lieben Kleinen, die in den 90er Jahren leidlich originell unter dem Titel ‚Air Bud‘ startete, findet ihre Fortsetzung auf DVD und im Weltenall, wenn in diesem dritten Teil des ‚Buddies‘-Offspin (nach ‚Air Buddies‘ und ‚Snow Buddies‘) ein Quintett sprechender Hunde eine Reise zum Mond unternimmt, Weißkittel an Computerpulten mit intelligenter Improvisation beeindruckt und Entspannungspolitik mit russischen Kampfhunden betreibt. Naiv-kitschiger, kompetent gemachter Hochglanz-Kinderfilm ohne weiterreichende Qualitäten.“

## Synchronisation
| Rolle          | Original-Darsteller/Sprecher | Deutsche Stimme   |
| -------------- | ---------------------------- | ----------------- |
| Pi             | Bill Fagerbakke              | Walter von Hauff  |
| Dr. Finkel     | Kevin Weisman                | Ole Pfennig       |
| Slats Bentley  | Lochlyn Munro                | Pascal Breuer     |
| Astro Spalding | Ali Hillis                   | Stephanie Kellner |
| Bill Wolfson   | Pat Finn                     | Manfred Trilling  |
| Sam            | Nolan Gould                  | Lenny Peteanu     |
| Tad Thompson   | Wayne Wilderson              | Thomas Wenke      |
| Wachmann       | C. Ernst Harth               | Gerhard Jilka     |
| Sheriff Dan    | Michael Teigen               | Philipp Brammer   |
| B-Dawg         | Skyler Gisondo               | Lukas Meyer       |
| Rosebud        | Liliana Mumy                 | Lara Wurmer       |
| Buddha         | Tom Everett Scott            | Martin Halm       |
| Budderball     | Josh Flitter                 | Tim Jenni         |
| Mudbud         | Field Cate                   | Paul Deny         |
| Gravity        | Amy Sedaris                  | Uschi Wolff       |
| Spudnick       | Jason Earles                 | Manuel Straube    |